# Radiotelevizijski odašiljač Kalnik
Radiotelevizijski odašiljač Kalnik je odašiljački objekt OiV-a kojeg koriste za odašiljanje radija i televizije. Odašiljač je smješten na planini Kalniku u Koprivničko-križevačkoj županiji na nadmorskoj visini od 636 m, a sam antenski stup je visok 60 m.

## Emitirani programi
Radiotelevizijski odašiljač Kalnik emitira tri programa Hrvatskog radija te četiri digitalna multipleksa zemaljske televizije na UHF području.
| Frekvencija (MHz) | Program                      | RDS PS   | RDS PI | ERP (kW) | Dijagram zračenja kružno (ND) usmjereno (D) | Polarizacija vodoravna (H) okomita (V) |
| ----------------- | ---------------------------- | -------- | ------ | -------- | ------------------------------------------- | -------------------------------------- |
| 90,8              | 1. program Hrvatskoga radija | HRT-HR_1 | C201   | 15       | D (70°-90°)                                 | H/V                                    |
| 105,8             | 2. program Hrvatskoga radija | HRT-HR_2 | C202   | 15       | D (70°-90°)                                 | H/V                                    |
| 107,8             | 3. program Hrvatskoga radija | HRT-HR_3 | C203   | 15       | D (70°-90°)                                 | H/V                                    |

### DVB-T2
- Obje mreže MUX M1 i MUX M2 emitiraju u DVB-T2 HEVC/H.265 tehnologiji.
- Obje mreže EVOtv emitiraju u DVB-T2 MPEG-4/H.264 tehnologiji.

|  | Kodirani programi sustavom Irdeto (EVOtv) |

| UHF kanal | Frekvencija (MHz) | Multipleks (ID mreže) | Programi u multipleksu (Indetifikacija programa) | ERP (kW) | Dijagram zračenja kružno (ND) usmjereno (D) | Polarizacija horizontalna (H) vertikalna (V) | Modulacija         | FEC | Zaštitni interval | Bitrate (MBit/s) |
| --------- | ----------------- | --------------------- | --- | -------- | ------------------------------------------- | -------------------------------------------- | ------------------ | --- | ----------------- | ---------------- |
| 25        | 506               | MUX M1                | - HTV1 HD - HTV2 HD - RTL HD - NOVA TV HD - HTV3 HD - HTV4 HD - RTL 2 HD - Doma TV HD | 25       | D (280°-140°) (gušenje 180°-240°/3 dB)      | H                                            | 64-QAM (32K OFDM)  | 2/3 | 19/256            | 27,30            |
| 28        | 530               | EVOtv                 | - EVOtv info - PickboxTV - Al Jazeera Balkans - CNN - National Geographic - NatGeo Wild - Viasat Explore - Viasat History - Epic Drama - Doku TV HD - Viasat Nature HD - HBO HD - HBO2 HD - HBO3 HD - Cinemax - Cinemax 2 - Klasik - TV1000 - MGTV - RTL Living - Kino TV - CineStar TV1 - FOX - FOX Life - M1 FILM - M1 GOLD                                                                                                   | 13       | D (280°-140°)                               | H                                            | 256-QAM            | 2/3 | 19/256            | 36,520           |
| 34        | 578               | MUX M2                | - Sportska televizija HD - RTL KOCKICA HD - CMC HD - VTV VARAZDIN HD | 25       | D (280°-140°) (gušenje 190°-230°/15 dB)     | H                                            | 256-QAM (32K OFDM) | 2/3 | 19/256            | 36,520           |
| 34        | 578               | MUX M2                | - MAXSport 1 - Arenasport 7 - Arenasport 8 - Arenasport 9 - Arenasport 10 - VividRed | 25       | D (280°-140°) (gušenje 190°-230°/15 dB)     | H                                            | 256-QAM (32K OFDM) | 2/3 | 19/256            | 36,520           |
| 48        | 690               | EVOtv                 | - Da Vinci - Laudato TV - CineStar TV2 - CineStar TV Comedy - CineStar TV Action and Thriller - CineStar TV Fantasy - Fox Crime - Fox Movies - Nicktoons - Toon kids - Baby TV - Disney Channel - Disney Junior - Nickelodeon - Nick Jr. - Arenasport 1 - Arenasport 2 - Arenasport 3 - Arenasport 4 - Arenasport 5 - Arenasport 6 - 24Kitchen - MTV - MTV 00s - DM Sat - Jugoton - RTL Crime - RTL Adria - RTL Passion - Vivid | 13       | D (280°-140°)                               | H                                            | 256-QAM            | 2/3 | 19/256            | 36,520           |